# 显微镜卫星
等效原理观测阻力补偿微型卫星（Micro-Satellite à traînée Compensée pour l'Observation du Principe d'Equivalence），英文简称显微镜号 (MICROSCOPE)是法国国家太空研究中心一颗用以测试自由落体（等效原理）普遍性原理的300公斤级微型卫星，
其有效精度达10-15，较地球上高出100倍。2016年4月25日，它与哨兵1B及其他小型卫星一起发射，并在完成科学目标后于2018年10月18日前后退役。

## 实验
为测试等效原理（即同一引力场中两个不同成分物体自由落体的相似性），连续使用了两台差分加速度计。如果等效原理得到验证，两组质量将承受相同的加速度；但如果两者的加速度出现不同，则就违反了该原则。
主要实验装置是法国国家航空航天研究院(ONERA)制造的重力实验用双空间加速度计（T-SAGE），由两台相同的加速度计及其相关同心圆柱体构成。一台含两块铂铑合金块的加速计作为参照，另一台为测试装置，含两块不同中子-质子比的合金块：其中一块为铂铑合金，另一块为钛铝钒合金（TA6V），块体间通过静电斥力保持在其试验区内，旨在使其相对于卫星静止不动。
为创建加速度计良好的温度环境，卫星通过太阳同步轨道来提供恒定的照明，并将实验装置安装在远离太阳的卫星平台末端。同时，为保持与卫星自身的隔热，对热连接模式进行了优化，使电线连接达到最小化。

## 卫星控制
该卫星采用无阻力补偿姿态控制系统（DFACS），也称为加速度和姿态控制系统（AACS），为由四组主、副微型推进器（总共十六台）组成的双冗余动力装置，使卫星始终环测试质量“飞行”。该系统还综合考虑到了作用在卫星上的各种动态作用力，包括残余大气产生的空气动力、光子碰撞产生的太阳压力、地球磁层内的电磁力以及地月日之间的引力等。

## 发射
2016年4月25日世界时21点2分3秒，显微镜号搭载在由联盟ST-a型推进器和弗雷盖特M上层级组成的运载火箭上，从法属圭亚那库鲁郊外的圭亚那航天中心成功发射升空。这次发射搭载的其它探测器还有欧洲航天局的哨兵1B地球观测卫星和三颗立方卫星：比利时列日大学的“通信/技术创新轨道功用卫星”（OUFT-1）、意大利都灵理工大学的“都灵理工教学卫星”（e-st@r-II）和丹麦奥尔堡大学的“AAOAT-4”卫星。

## 结果
2017年12月4日，公布了首批结果。测得等效原理在10−15的精度内保持正确，将先前的测量值提高了一个数量级。

## 任务结束
显微镜号在完成任务目标并耗尽氮燃料后，于2018年10月18日宣布退役。探测器首先进行钝化处理（去除所有的机载能源），然后展开两根4.5米（15英尺）的新型脱轨空气制动系统充气吊杆，通过形成更高阻力剖面，使航天器被动脱离轨道。通过这种方法，显微镜号有望在25年，而非73年内重入地球大气层。。

## 另请查看
- 广义相对论的实验验证